# Josef Hermach

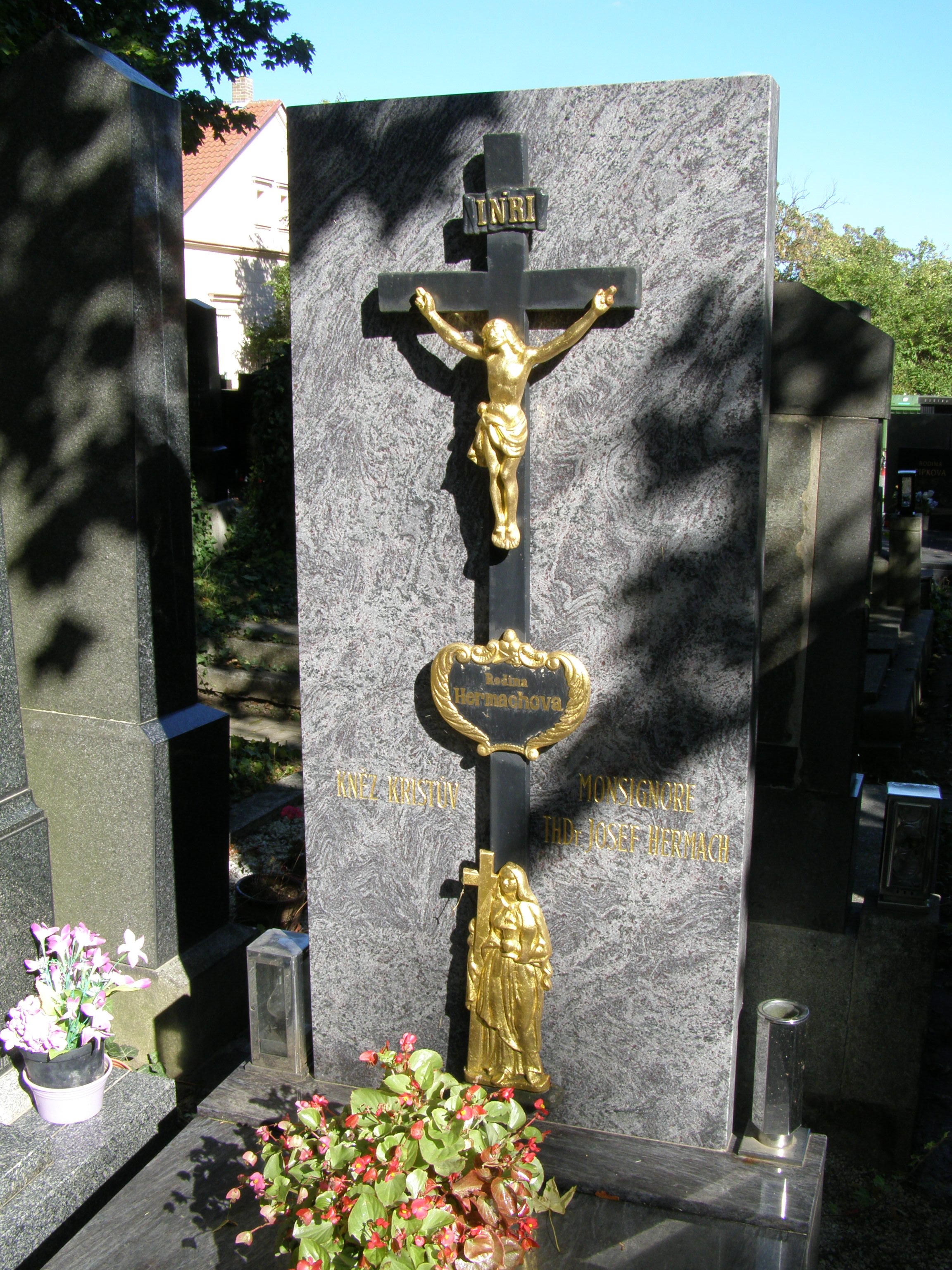
Hrob na hřbitově na Malvazinkách

Josef Hermach (29. května 1924 Písek – 25. prosince 2002 Slaný) byl český katolický kněz, vysokoškolský pedagog, teolog, filosof, pastoralista a biblista.

## Studium
Vystudoval klasické gymnázum v Plzni, které zakončil maturitou v roce 1943. Za II. světové války, v letech 1943-1945, byl v „Arcidiecézním bohosloveckém učilišti pražském“ a v závěru války byl totálně nasazen v Mirošově a Letňanech. V září 1945 začal studovat bohosloveckou fakultu University Karlovy v Praze, kterou dokončil v roce 1949. Na kněze byl v Praze vysvěcen 29. června 1949.

## Kněžské působení
Po kněžském svěcení byl 1. srpna 1949 ustanoven kaplanem v Petrovicích u Rakovníka. Dále působil od ledna 1951 jako administrátor v Čisté u Rakovníka. Od října 1953 byl ustanoven kaplanem v Praze–Karlíně a od července 1955 administrátorem v kostele sv. Gotharda v Praze–Bubenči.
Zde mu byl také k 1. května 1960 odňat státní souhlas k výkonu duchovenské činnosti, který neměl až do roku 1966. Pracoval tedy nejdříve jako dělník dva měsíce v Pragovce v Karlíně a poté 6 let jako výhybkář na nádraží v Praze–Vršovicích. Státní souhlas získal od 1. prosince 1966 a vrátil se do pastorace. Tu vykonával jako administrátor v Praze-Podolí, kde působil do konce září 1970.

## Biblista a pedagog bohoslovců
Zároveň byl jmenován od 12. prosince 1967 spirituálem kněžského semináře v Litoměřicích, s účinností od 1. prosince 1967. Jeho působení ve funkci spirituála bylo ukončeno 30. září 1970. Na základě intervence litoměřického biskupa Štěpána Trochty byl 15. listopadu 1969 jmenován monsignorem. V letech 1968 až 1970 složil na CMBF v Litoměřicích státní zkoušky a v květnu 1970 s vyznamenáním (cum applasu) se stal licenciátem veškerého bohosloví. 12. října 1970 byl na Římskokatolické Cyrilometodějské bohoslovecké fakultě v Praze se sídlem v Litoměřicích jmenován asistentem, s účinností od 1. října 1970. Brzy poté, získal doktorát teologie po předložení disertační práce s názvem: „Ekumenický pohled na nerozlučitelnost manželství“, a 16. prosince 1970 byl promován. Dne 5. září 1973 byl jmenován na CMBF odborným asistentem.
V letech 1970-1972 by pověřen vyučováním biblické teologie, v letech 1970-1974 pastorální teologie, v letech 1971-1974 Nového Zákona a vyššího kurzu biblické řečtiny a v letech 1972-1974 filosofie.

## Normalizace a pastorace
U příležitosti oslav jeho 50. narozenin mu bylo sděleno, že z rozhodnutí ministerstva kultury z CMBF v Litoměřicích odejít a 30. září 1974 bylo jeho akademické působení administrativně ukončeno. Odešel tedy do pastorace, kterou však vykonával i v době svého akademického působení, když v kostele sv. Václava v Praze na Smíchově sloužil pravidelně nedělní mši od 8 hodin. Od října 1974 byl jmenován farářem v Praze na Spořilově, ale v únoru 1975 onemocněl a v lednu 1976 odešel do invalidního důchodu. V těžké životní chvíli nemoci mu napsal krásný děkovný dopis tehdejší pražský biskup František Tomášek.
V dalších letech přijímal pan doktor, jak ho jeho přátelé titulovali, ve svém smíchovském jednopokojovém bytečku množství návštěvníků. Byl mimořádně pozorným posluchačem a moudrým rádcem jak ostatně mohou dosvědčit i farníci ze všech míst, kde působil. V této době také přeložil množství knih a článků, především z němčiny a angličtiny, a věnoval této činnosti každou volnou minutu. Ovšem návštěva - živý člověk byl u něho vždy na prvním místě. Byl duchovním vůdcem s kněžským srdcem formovaným autentickou životní zkušeností, s velkou vnitřní vnímavostí, takže se u něho nacházelo útočiště velké množství lidí. Po částečném zotavení, od října 1989, byl ustanoven výpomocným duchovním ve farnosti sv. Václava v Praze na Smíchově. V prosinci 1989 dostal od biskupa kardinála Františka Tomáška pověření k vyučování starozákonních biblických věd, ale ze zdravotních důvodů učil až v letech 1992-1997. Od listopadu 1993 byl navíc jmenován externím spirituálem v kněžském semináři v Praze, a sloužil bohoslovcům až do roku 1995.

## Ocenění
Dne 15. října 1997 jej kardinál Miloslav Vlk jmenoval kanovníkem Kolegiátní kapituly Všech svatých na Hradě Pražském. Po těžké nemoci a naplněném kněžském životě zemřel v nemocnici ve Slaném ve 3 hodiny v noci o Slavnosti Narození Páně dne 25. prosince 2002, obklopen láskyplnou péčí lékařů, ošetřovatelů a blízkých přátel. Poslední rozloučení s knězem pražské arcidiecéze Josefem Hermachem se konalo 7. ledna 2003 v 10 hodin v kostele sv. Václava na Smíchově a poté byl pohřben do rodinného hrobu na hřbitově na Malvazinkách.

### Překlady
Překládal z němčiny a angličtiny. Krom duchovní literatury přeložil rozsáhlé dílo Clive Staples Lewise popisující genezi a zánik Narnie.